# Miles Gloriosus
Miles Gloriosus, ou O Soldado Fanfarrão, é uma comédia latina da autoria de Titus Maccius Plautus adaptada do original grego Alazon. A acção decorre numa rua em Éfeso, uma cidade grega na costa da Ásia Menor, famosa pelo Templo de Ártemis (Diana), uma das sete maravilhas. 
O uso da figura do soldado fanfarrão, personagem vaidosa que se pavoneia elogiando a sua beleza física e coragem na guerra, quando na realidade não passa de um papalvo cobardolas, é de importância central nesta obra, mas não deixa de ser característica de uma personagem tipificada na Comédia Nova Grega, da qual Plauto retirou todos os seus modelos. Na obra de Plauto, outra personagem com contornos de soldado fanfarrão cujo estudo é interessante é a do Curculio (ou O Gorgulho), peça posterior deste autor.

## Resumo da Peça

### Cenas 1-2
Pirgopolinices, um soldado vaidoso e fanfarrão, entra acompanhado por três guardas e um parasita, Artotrogo, que enche o estômago e ganha a vida a bajular o soldado. Um e outro declamam as extraordinárias virtudes de Pirgopolinices que, como Artotrogo vai deixando entrever, não passam de petas. O soldado sai depois com o seu séquito para ir às compras, enquanto o parasita vai encher a barriga para a casa do soldado.  
O engenhoso escravo Palestrião aparece e explica, num extenso prólogo, como é que ele veio a ser escravo do soldado. Outrora, ele servira um jovem Ateniense, Plêusicles, cuja namorada, Filocomásio, foi raptada pelo soldado em Atenas e veio com ele até àquele sítio. Quando Palestrião tentou contactar o seu amo com estas más notícias, foi capturado por piratas e vendido, por coincidência, ao mesmo soldado que raptara a namorada de Plêusicles. Desde então, viviam os dois na mesma casa em Éfeso. Mas Palestrião enviara uma mensagem secreta ao seu antigo amo, informando-o da sua situação. Plêusicles chegara naquela altura a Éfeso e estava agora hospedado em casa de um velho benévolo vizinho do soldado. O escravo manhoso esburacara a parede que dividia as duas casas, fazendo com que Filocomásio e Plêusicles se pudessem encontrar sem o conhecimento do soldado Pirgopolinices.

### Cenas 3-7
O vizinho, Peripléctomeno, está preocupadíssimo por um escravo qualquer de Pirgopolinices ter avistado do telhado da casa Filocomásio e o seu amante aos beijos, quando procurava um macaco que se escapara. Com a ajuda de Palestrião, este castiga os seus escravos por não terem apanhado o escravo. De seguida, os dois arquitectam um plano para enganar o escravo do soldado, de modo a que ele acredite que quem andava aos beijos com outro era a irmã gémea de Filocomásio, recentemente chegada de Atenas com o seu namorado. Naquela altura aparece o próprio escravo, Céledro. Palestrião, Filocomásio e Periplectómeno confundem de tal maneira Céledro, que este acaba por ficar desesperado e foge.

### Cenas 8-9
Palestrião pede a ajuda do vizinho e de Plêusicles para pôr em prática um outro esquema que entretanto engendrou: Periplectómeno irá pedir a uma senhora sua amiga que finja que é sua esposa. Palestrião irá convencer o soldado de que esta senhora odeia o seu velho marido e que ama loucamente o soldado, tentando fazer com que este perca o interesse em Filocomásio ao desejar vivamente a mulher do velho. Palestrião dir-lhe-á também que a mãe e a irmã de Filocomásio vieram de Atenas para visitar o Éfeso naquele mesmo dia, sendo uma oportunidade única de Pirgopolinices para se livrar daquela amante. Plêusicles irá fingir que é capitão do navio e traz alguns marinheiros para escoltá-la até ao porto.
Enquanto Periplectómeno sai para encontrar a sua amiga e Plêusicles vai procurar um disfarce, Palestrião tem um breve encontro com o parasita, que esteve a encher a pança na cozinha do soldado.

### Cenas 10-16
O velho regressa com a sua amiga, Acrotelêucio, e a sua criada Milfidipa. Estas vão para casa e preparam-se para enganar o soldado. Pirgopolinices regressa a casa e vai ao encontro de Palestrião, que lhe dá um anel, supostamente de Acrotelêucio, e diz-lhe o quanto a mulher o ama. Milfidipa sai da casa do vizinho e confirma a história de Palestrião. O soldado apressa-se a entrar na sua casa para dizer a Filocomásio que a vai mandar para casa. Assim que Pirgopolinices reaparece, Acrotelêucio e Milfidipa concluem a artimanha. 

### Cenas 17-20
Plêusicles, com o seu disfarce, chega para escoltar Filocomásio para o navio; esta finge-se desesperada por ter de abandonar o soldado, mas os marinheiros apressam a sua partida. O soldado concorda que Filocomásio leve Palestrião com ela, como presente de consolação. Dois escravos convidam o soldado a entrar na casa do vizinho e encontrar-se com Acrotelêucio. Este entra para sair imediatamente agarrado pelo velho e o cozinheiro, que lhe dão o castigo que ele merece, numa cena grotesca de pancadaria.